# Brunyola
Brunyola är en kommun i Spanien.   Den ligger i provinsen Província de Girona och regionen Katalonien, i den östra delen av landet, 600 km öster om huvudstaden Madrid. Antalet invånare är 397. Arean är 37 kvadratkilometer. Brunyola gränsar till Anglès, Bescanó, Vilobí d'Onyar, Santa Coloma de Farners och Osor. 
Terrängen i Brunyola är platt österut, men västerut är den kuperad.